# TvN 일요 드라마

tvN 일요 드라마는 tvN에서 매주 일요일에 방송되었던 TV 드라마였다.
미니 시리즈 드라마 형식으로 방송되었다.

## 작품 리스트
- 아래의 프로그램들은 2002년 11월 이후에 시청 가능 연령을 표시하는 드라마 등급 제도를 의무적으로 시행하여 현재까지 이어지고 있다.
- 2017년 3월 1일부터 TV 프로그램 등급 표시 외에 주제, 폭력성, 선정성, 언어, 모방 위험 등 분류 사유 표시를 의무적으로 시행하고 있다.

### 2010년대

#### 2012년
- 《21세기 가족》 : 2012년 3월 11일 ~ 2012년 4월 29일

#### 2014년
- 《삼총사》 : 2014년 8월 17일 ~ 2014년 11월 2일

#### 2015년
- 《위대한 이야기》 : 2015년 3월 15일 ~ 2015년 5월 10일

## 같이 보기
- SBS 일요 드라마
- TV조선 일요 드라마